# Listă de călugări români
Aceasta este o listă de călugări români:
- Monahul Antonie: 1628 - 1720 [1]
- Ambrozie Lazaris [2]
- Arsenie de la Sâmbăta [3]
- Calist Barbu [4]
- Clement Păunescu [5]
- Constantin Postolache [6]
- Damaschin Schipor [7]
- Damian de la Cernica [8]
- David Steindl Rast - membru al ordinului benedictin din Elmira, New York [9]
- Dionisie Eclesiarhul (1740-1820) [10]
- Dionisie Ignat [11]
- Evghenie Dascaliuc [12][13]
- Evghenie prodromitul [14]
- Gamaliil Păvăloiu [15]
- Ghelasie de la Frăsinei (Gheorghe Teodor Popescu) [16][16][17]
- Gheorghe Lazăr (călugăr) [18]
- Gheorghe Părăușanu [19]
- Gherasim Cârjă [20]
- Ghervasie Crețu [21]
- Grigore Urițescu [22]
- Hrisostom Dănilă [23]
- Ilarion Radu (1874-1931) [24]
- Inochentie Hățiș [25]
- Ioachim Spătaru [26]
- Ioanichie Pârâială (1908-1992) [27]
- Iosif Gugeanu [28]
- Irinarh Roseti [29]
- Irineu Slătineanu [30]
- Iuvenalie Străinul [31]
- Juvenalie de la Slatina [32]
- Marcu Dumitru [33][34]
- Mina Prodan [35]
- Modest Vlăsceanu [36]
- Pahomie de la Mănăstirea Cozia [37][38][39]
- Paisie Nichitencu [40]
- Picu Pătruț (1818 - 1872)
- Paisie Vasilioglu [41]
- Serafim Vasile [42]
- Simion de la Schitului Pătrunsa [43][44]
- Spiridon Gligor [45]
- Teoclit Dionisiatul [46]
- Teodul Varzare [47]
- Teofil de la Sâmbăta [48]
- Valerian, pustnicul [49]
- Varlaam Arghirescu [50]
- Varlaam Vântu [51]
- Varnava Lasconi [52]
- Vasian Oprișan [53]
- Veniamin Iorga [54]

## Ieromonahi (călugări-preoți)
- Preacuviosul Gherontie de la Mănăstirea Almaș [55]
- Ambrozie Dogaru [56]
- Arsenie Praja [57]
- Fotie Petrescu [58]
- Gavriil Stoica, a slujit si ca preot peste doua sate [59]
- Ghervasie Hulubaru, ieromonah [60][61]
- Iezechiil Bura [62]
- Iosif Rusu [63]
- Iulian Lazar de la Schitul Prodromu [64]
- Nectarie Beu [65]
- Lavrentie Sovre (1923-2002) [66]
- Nichifor cel lepros [67]
- Nifon Matei [68]
- Pavel Mincă [69]
- Pimen Bărbieru [70]
- Sava Cimpoca [71]
- Spiridon de la Mănăstirea Cireșoaia [72]
- Teofan Mada [73]
- Victorin Coteț [74]
- Visarion Coman [75][76][77]

## Ieroschimonahi
- Onufrie Frunză [78][79]
- Ștefan Nuțescu [80][81]
- Teofan Munteanu, duhovnicul Mănăstirii Nera – Caraș-Severin [82]
- Vasian Panait (1821-1903) [83][84][85]
- Vichentie Mălău [86][87]

## Protosingheli
- Antim Găină [88]
- Nicodim Bujor [89]
- Nifon Corduneanu [90]
- Vasile Vasilache (stareț) [91][92][93][94][95]

## Călugări români din Serbia
- Starețul Tadei [96][97]

## Călugări români la muntele Athos
- Parintele Dionisie Ignat de la Colciu [98][99]
- Ioan Guțu, ieromonah [100]

## Călugărițe
- Agafia Ilie [101][102]
- Eudoxia Manolache [103]
- Evelina Honceriu [104]
- Filofteia Ghiță [105]
- Iuliana Caragiou [106]
- Macrina Ștefan [107]
- Maria Bălan [108]
- Maria Păvăleanu [109]
- Melania [110]
- Mihaela Iordache [111]
- Marina Hociotă [112]
- Monica Fermo, fostă actriță [113][114][115]
- Pelaghia [116]
- Semfora Gafton [117]
- Siluana Vlad [118]
- Teodosia de la Bistrița [119]
- Varvara Cozma [120]

## Călugări persecutați de regimul comunist
- Tatiana Răduleț [121]
- Iov Volănescu [122]
- Nifon Corduneanu [123]

Călugărițe
- Zorica Lațcu

## Sihaștri
- Sfinții Iosif și Chiriac de la Bisericani [124]
- Ștefan Lechea [125][126]
- Călugărul Onufrie [127][128][129]
- Proclu Nicău [130][131][132][133]